# Nicoué-Condji
Nicoué-Condji ist ein Dorf im westafrikanischen Staat Benin. Es liegt im Departement Mono und gehört verwaltungstechnisch zum Arrondissement Agoué, welches wiederum der Gerichtsbarkeit der Kommune Grand-Popo untersteht.
Innerhalb des in die Länge gezogenen Arrondissements zwischen dem Atlantik im Süden und Togo im Westen und Norden befindet sich die Siedlung im Osten nördlich der Fernstraße RNIE1.